# کوشی گوروما
کوشی گوروما (به ژاپنی: 腰車)-(به انگلیسی: Koshi guruma) یکی از فنون و تکنیک‌های دستهٔ ناگه-وازا رشتهٔ ورزشی جودو است که در زیردستهٔ کوشی-وازا دسته‌بندی می‌شود. 